# Anthony Tucker
Anthony Glenn Tucker (nacido el 4 de abril de 1969 en Washington D. C.) es un exjugador de baloncesto estadounidense que jugó una temporada en la NBA, además de hacerlo en ligas menores de su país, en Italia y en Turquía. Con 2,03 metros de estatura, lo hacía en la posición de ala-pívot.

## Trayectoria deportiva

### Universidad
Tras disputar en 1987 el prestigioso McDonald's All-American Game, jugó una temporada con los Hoyas de la Universidad de Georgetown, para posteriormente ser transferido a los Demon Deacons de la Universidad Wake Forest, donde jugó tres temporadas más, promediando en total 12,3 puntos, 5,2 rebotes y 5,2 asistencias por partido.

### Profesional
Tras no ser elegido en el Draft de la NBA de 1992, jugó en ligas menores hasta que al comienzo de la temporada 1994-95 fichó como agente libre por los Washington Bullets. Jugó una temporada en la que promedió 3,9 puntos y 2,7 rebotes por partido.
Al año siguiente firmó con los New York Knicks, pero fue despedido antes del comienzo de la temporada. Jugó entonces con los Florida Beach Dogs de la CBA, con los que promedió 8,9 puntos y 10,1 rebotes por partido, siendo elegido debutante del año de la competición.
En 1997 fichó por el Basket Rimini Crabs de la liga italiana, donde jugó 13 partidos en los que promedió 15,8 puntos y 9,2 rebotes. Regresó a su país para jugar en los La Crosse Bobcats y al año siguiente fichó por el Kombassan Konya de la liga turca, con los que disputó una temporada en la que promedió 15,5 puntos y 7,7 rebotes por partido.
En 2000 regresó al baloncesto italiano, jugando primero en el Fabriano Basket, donde promedió 18,3 puntos y 10,6 rebotes por partido, y al año siguiente en el Viola Reggio Calabria, promediando 10,8 puntos y 5,5 rebotes.

## Estadísticas de su carrera en la NBA

### Temporada regular
| Temporada | Edad | Equipo             | Liga | Pos. | P  | TIT | MIN  | TC  | TCA | %TC  | 3P  | 3PA | %3P  | 2P  | 2PA | %2P  | TL  | TLA | %TL  | R.OF. | R.DEF. | REB | ASIS | ROB | TAP | PER | FP  | PTS |
| 1994-95   | 25   | Washington Bullets | NBA  | SF   | 62 | 13  | 15.8 | 1.5 | 3.4 | .457 | 0.0 | 0.0 | .000 | 1.5 | 3.4 | .459 | 0.8 | 1.3 | .614 | 0.7   | 2.0    | 2.7 | 1.1  | 0.7 | 0.2 | 0.9 | 2.1 | 3.9 |
| Total     |      |                    | NBA  |      | 62 | 13  | 15.8 | 1.5 | 3.4 | .457 | 0.0 | 0.0 | .000 | 1.5 | 3.4 | .459 | 0.8 | 1.3 | .614 | 0.7   | 2.0    | 2.7 | 1.1  | 0.7 | 0.2 | 0.9 | 2.1 | 3.9 |